# Diary (Alicia Keys)
Diary è una canzone scritta e prodotta dalla cantautrice soul americana Alicia Keys. La canzone, una collaborazione della cantante con il gruppo R&B americano Tony! Toni! Toné!, è stata pubblicata nel 2004 nel mercato statunitense come terzo singolo estratto dal secondo album della cantante, The Diary of Alicia Keys. Ha ricevuto una nomination ai Grammy Awards del 2005, come "Miglior performance vocale R&B di un duo o un gruppo".
Inizialmente, il brano doveva essere pubblicato come A-side del precedente singolo If I Ain't Got You. A seguito della pubblicazione, si è rivelato il terzo singolo consecutivo della Keys ad entrare nella top10 americana e anche la terza top3 consecutiva nella Billboard Hot R&B/Hip-Hop Songs. Il remix della canzone di Hali ha raggiunto la vetta della classifica dance americana, diventando il primo e unico singolo della cantante a raggiungere tale risultato.

## Il numero di telefono
Nel testo della canzone compare un numero di telefono, 489-4608, che era il numero di telefono di Alicia senza il prefisso quando viveva ancora a New York. Coloro che avessero chiamato col giusto prefisso il numero di telefono avrebbero così ricevuto un messaggio vocale di Alicia, poiché essendo ancora attivo non aveva eliminato la segreteria telefonica. Molti fan hanno provato a chiamare il numero con prefissi diversi ed è successo che uno di questi risultasse identico al numero di telefono di un uomo dalla Georgia, J. D. Turner. Quest'ultimo ha dichiarato di aver ricevuto oltre venti telefonate al giorno dai fans speranzosi, ritrovandosi con una bolletta da circa 95 dollari. Turner non ha ancora cambiato il suo numero di telefono.

## Track List
U.S. promo CD singolo
1. "Diary" (Radio Edit) – 4:28
2. "Diary" (Strumentale) – 4:45
3. "Diary" (Inciso del telefono) – 0:10
4. "Diary" (Radio Edit) (formato MP3) – 4:28

U.S. 12" promo singolo
1. "Diary" (Radio Edit)
2. "Diary" (Strumentale)
3. "Diary" (versione album)
4. "Diary" (Acappella)
5. "Diary" (Hani Extended Club Mix)
6. "Diary" (Hani Mixshow)
7. "Diary" (Hani Dub)

## Dettagli di realizzazione

### Musicisti
- Alicia Keys – solista, cori, pianoforte
- Dwayne "D. Wigg" Wiggins – chitarra
- John "Jubu" Smith – chitarra
- Elijah Baker – basso
- Tim Christian Riley – pianoforte
- Carl "Rev" Wheeler – Wurlitzer, organo
- Stockley Carmichael – cori
- Jermaine Paul – cori

### Produzione
- Alicia Keys – produttrice
- Kerry "Krucial" Brothers – programmazione digitale
- Tony Black – ingegnere del suono
- Ann Mincieli – ingegnere
- Manny Marroquin – mixer

## Classifiche
| Classifica (2004)         | Posizione raggiunta |
| ------------------------- | ------------------- |
| Stati Uniti               | 8                   |
| Stati Uniti (R&B/Hip-Hop) | 2                   |
| Stati Uniti (Dance Club)  | 1                   |
| Classifica (2005)         | Posizione raggiunta |
| Paesi Bassi               | 38                  |